# Геракл (син Александра Македонського)
Геракл (дав.-гр. Ἡρακλῆς ; 327 — 309 до н. е.) — син македонського царя Александра Македонського від його наложниці Барсіни.

## Біографія
Мати Геракла, Барсіна, походила зі знатного перського роду, її батько та дід Геракла, Артабаз, правив сатрапією в Малій Азії. Її видали заміж за грека Ментора, що став командувачем перськими військами на Заході, а після його смерті вона повторно вийшла заміж за його брата Мемнона. Коли 334 року до н. е. Александр Великий вторгся в Азію, Мемнон воював проти нього, і з побоювань, що він може перейти на бік македонського царя, перський цар Дарій III закликав Барсіну до свого двору, де й утримував її аж до втечі.
333 року до н. е. Мемнон помер, того ж року відбулася битва при Іссі, де Дарій III зазнав повної поразки та втік. Весь його двір, включаючи Барсіну, був захоплений у Дамаску як бойовий трофей, після чого Александр узяв Барсіну в наложниці. 327 року до н. е. у віці 36 років вона народила сина Геракла — першу дитину Александра. Після одруження Александра з бактрійською князівно Роксаною мати відвезла Геракла в Пергам, де вони тихо жили аж до смерті Александра Великого в 323 до н. е.
Про незаконного сина Александра Великого згадали під час пошуків нового царя, який мав бути сином царського роду чоловічої статі. Юстин писав, що командир фаланги Мелеагр запропонував вибирати: "… якщо вони [полководці] бажають хлопчика, то в Пергамі є син Александра від Барсіни, на ім'я Геракл, або, якщо вони віддадуть перевагу мужчині, є в таборі Аррідей, брат Александра. " Пропозиція про Гераклі не пройшла, і Барсіна з сином продовжували жити в Пергамі до 309 року до н. е.. На той час, коли Гераклові йшов 18-й рік, не залишилося в живих жодного іншого спадкоємця трону по чоловічій лінії.
До цього часу Македонія втомилася від нескінченних воєн діадохів, і діадох Поліперхон намірився покласти їм край. Зібравши армію 20 000 піхоти та тисячу кінноти, він вирішив номінально поставити на її чолі  законного спадкоємця Александра Геракла і захопити всю територію Македонії. Коли ця армія підійшла до кордонів Македонії, де правив на той час Кассандр,що не наважувався іменувати себе царем, сторони вступили в переговори, під час яких Кассандр пообіцяв Поліперхону залишити його на Пелопоннесі в обмін на життя спадкоємця македонського трону. Поліперхон прийняв ці умови, і в 309 до н. е.. за його розпорядженням після розкішного бенкету Геракла і Барсіну задушили. Таким чином була знищена Македонська царська династія, що керувала Македонією понад чотириста років.